# Joint plat
Le joint plat est un joint possédant deux faces parallèles qui, serrées entre deux parties fixes l’une par rapport à l’autre, assurent l’étanchéité entre le monde intérieur et extérieur.
On distingue deux types de joints plats :
- les joints plats faits d’une seule matière, cas le plus courant,
- les joints spiralés, faits d’au moins deux matières : l’une assurant l’étanchéité par son élasticité et l’autre assurant le bon positionnement par sa rigidité.

## Joints plats

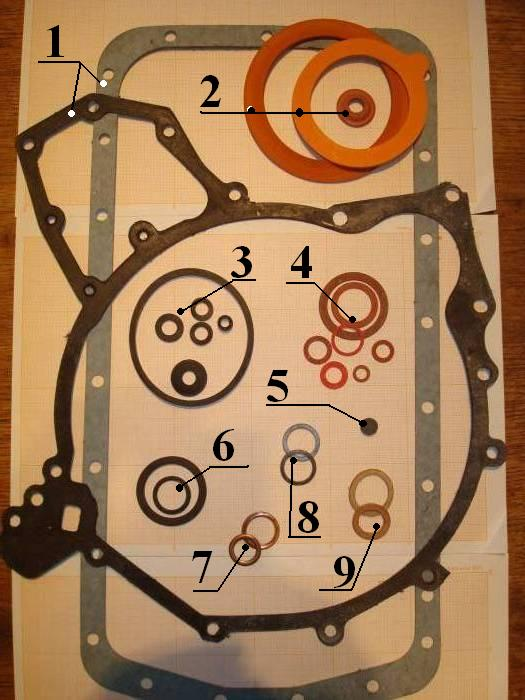
Joints plats

C’est le cas le plus courant et dont la composition varie en fonction de sa destination (voir image de droite) :
- fig. 1 : joints employés dans l’industrie automobile et autres, pour assurer l’étanchéité entre la liaison de deux organes mécaniques. Ces joints sont de faible épaisseur, résistants aux brusques variations de température et aux agents chimiques (huiles, carburants, etc.). Destinés à la grande production, ils sont le plus souvent découpés aux formes des organes à isoler (carter d’embrayage, carter d’huile…).

Ces joints sont en papier ou liège enduit, ou comme les joints de culasse, en amiante revêtu de cuivre. Il est possible, pour des besoins spécifiques, de découper à la demande des joints dans des feuilles spéciales.
- fig. 2 : ces joints sont certainement les plus connus, qui assurent l’étanchéité des récipients alimentaires tels que bocaux de conserves et bouteilles type limonade. La composition est un élastomère, généralement de couleur rouge, d’une épaisseur d’environ 2,5 à 3 mm et dont la durée de vie est limitée à une ou deux utilisations après ouverture.

- fig. 3 : joints d’étanchéité en caoutchouc tendre, principalement de couleur noire, employé pour l'étanchéité d’une liaison robinet ou vanne à un tuyau souple, par un serrage manuel. Ce joint supporte plusieurs montages successifs du fait de sa souplesse.

- fig. 4 : c’est le type de joints standard le plus couramment employé en plomberie pour l’étanchéité des raccords de tuyauterie d’eau sanitaire froide ou chaude. Ce sont des joints fibres  qui subissent un léger gonflement lors de leur contact avec l'eau et occupent ainsi tout l'espace disponible entre les deux faces en contact, assurant ainsi l'étanchéité des raccords.
  - pour l'eau, ils sont généralement ceux à utiliser de préférence à ceux en caoutchouc,
  - ne pas utiliser pour le gaz,
  - les changer par un joint neuf à chaque démontage.
  - existent en dimensions standards correspondantes aux raccords hydrauliques.

- fig. 5 : joint plat qui, plaqué sur le siège du robinet, assure l’étanchéité. Il est soit collé soit vissé en bout de la tige de manœuvre.

- fig. 6 : joint en fibre et caoutchouc, de couleur noire, employé pour les hautes pressions et/ou hautes températures des fluides (eaux, huiles, etc.).

- fig. 7 : joint de vidange métalloplastique utilisé sur les moteurs thermiques pour assurer l’étanchéité des bouchons de vidange des huiles moteurs. Constitué de deux flasques extérieures en cuivre enserrant une âme de fibre. Ce joint à l’état neuf a une épaisseur d’environ 2,5 mm, qui s’écrase sous l’effet du serrage, assurant l’étanchéité entre le bouchon de vidange et la carter. Il résiste à de très hautes températures et à la déformation possible des organes. Il doit être changé, si possible, à chaque démontage. Les dimensions sont standards et varient en fonction des fabricants de moteurs.

- fig. 8 : joints spéciaux pour le gaz, de couleur noire pour les joints à base de graphites et généralement de couleur bleue pour les joints destinés au raccordement gaz-chaudière.

- fig. 9 : joints en cuir, utilisés dans des pompes à eaux manuelles, d’anciennes robinetteries ou canalisations munies de joints avec presse-étoupe.

## Joint spiralé
Le joint spiralé assure une étanchéité statique entre deux brides, sur des installations d’eau surchauffée (400° maxi). La partie du joint est un feuillard en inox en forme de V enroulé en spirale et dont les spires sont intercalées avec une couche de graphite ou de polytétrafluoroéthylène (PTFE).
Ces joints sont en général composés de deux parties : une partie élastique qui assure l’étanchéité et une partie rigide (bague métallique) qui assure le maintien et le centrage entre les deux faces de serrage, évite l’écrasement de la partie joint et les déformations radiales.
Il existe plusieurs types :
- fig. 1 : joint souple seul,
- fig. 2 : joint souple avec bague inox extérieure,
- fig. 3 : joint souple avec bague inox intérieure,
- fig. 4 : joint souple avec bagues intérieure et extérieure.

Son usage est surtout destiné aux canalisations d’eau surchauffée ou de vapeur dans les centrales thermiques. Ils sont réalisés selon les normes européennes EN 1514-2 et EN 12560-2 en épaisseurs standards de 2,5 - 3,2 et 4,4 mm.

## Joint thermique
- Déjà évoqués dans le domaine du joint plat, les joints thermiques métallo-plastique qui assurent l’étanchéité des conduits d’échappement ou du carter d’huile, doivent résister à des températures élevées (environ 150 °C) qui doivent être remplacés à chaque démontage ;
- Les tresses souples métalliques des portes de four ;

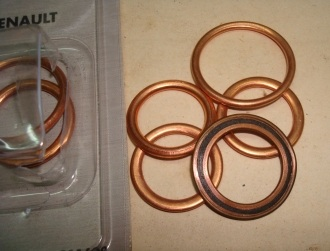
Joint carter d’huile
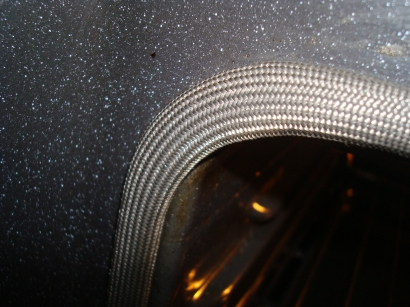
Joint porte de four

## Sources
- Cours de BP-Dessin - Centre interprofessionnel promotion économique et social- Exincourt, 1969-73
- Perfectionnement aux problèmes d'étanchéité, Automobiles Peugeot Sochaux